# Élevage bovin en France

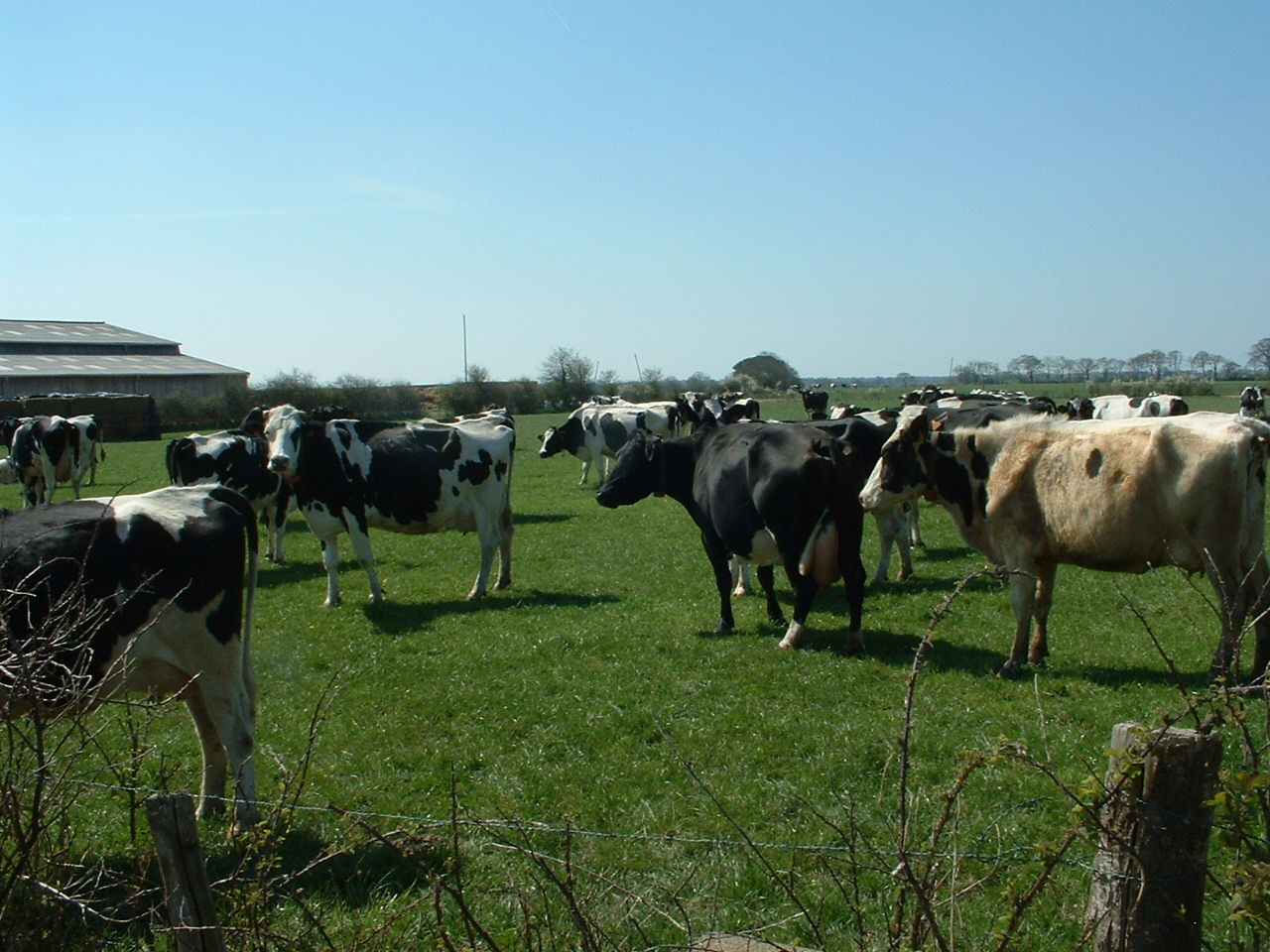
Élevage bovin à Chauvé en France

La France est un important pays d'élevage bovin, grâce en particulier à ses campagnes bien arrosées (Normandie, Bretagne) et à ses massifs de montagnes (Massif central, Alpes, Pyrénées, Jura). 
La France dispose du cheptel allaitant le plus important d'Europe et l'élevage bovin fait vivre plus de 100 000 agriculteurs, ainsi que près de 50 000 personnes dans le secteur de la transformation. 
En Europe, la France est le premier producteur de bovins et le deuxième producteur de lait. Elle produit 16% du lait de la planète et 33% des exportations mondiales en valeur. 
Cependant la situation des éleveurs s'est particulièrement dégradée entre 2008 et 2012, et est devenue aujourd'hui critique. Après quatre années consécutives de baisse des revenus, l'ensemble des acteurs de la filière ont pris conscience que la crise est structurelle en raison d'augmentations importantes des charges d'exploitation (alimentation, carburant, personnel), sans augmentation proportionnelle des prix de vente.

## Chiffres

### Population bovine

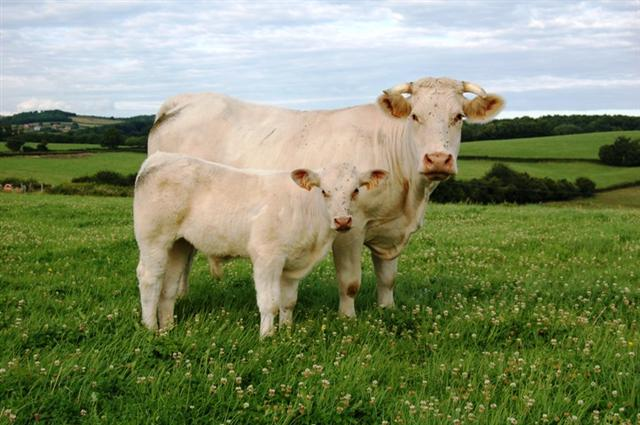
La Charolaise est la vache à viande la plus élevée en France.

La population bovine française comptait en 2021 un cheptel de 17,3 millions de têtes de bétail et a diminué de 9.2% en dix ans.
Les vaches en production (c'est-à-dire les femelles) représentent 7,2 millions de têtes réparties comme suit :
- 3,9 millions de vaches allaitantes (à viande). Principalement de race charolaise (44 %), limousine (26 %), blonde d'Aquitaine (8 %), salers (5 %), aubrac (4 %)[4]. Plus de 1,3 million de bêtes partent à l’exportation dont 80 % des broutards, les veaux mâles, qui partent à l’engraissement en Italie. En effet, la France exporte massivement ses veaux et importe de la vache de réforme.
- 3,3 millions de vaches laitières, principalement Prim'Holstein réparties dans 92 000 exploitations soit en moyenne 40 à 50 vaches par exploitation laitière (avec un maximum de 150). La France est ainsi le deuxième pays producteur de lait en Europe après l’Allemagne. Environ 70 % des veaux nés en filière laitière (vêlage nécessaire pour déclencher la lactation) sont destinés à la boucherie (viande de veau), tandis que 30 % vont au renouvellement de vaches laitières. Lorsque les vaches laitières ne donnent plus assez de lait, les vaches de réforme finissent leur carrière à l’abattoir pour production de viande. Près de la moitié (40 %) de la viande bovine en France provient de la filière laitière (vaches de réforme + jeunes bovins)[5],[6].

Certaines races mixtes ou à deux fins, aussi réputées pour leur lait que pour leur viande telles que normande, montbéliarde, tarentaise, simmental française ne représentent plus que 10% du cheptel national.
Le cheptel de vaches allaitantes n'a cessé de progresser depuis le début des années 1980, à un rythme cependant moins soutenu durant les années 1990, passant d'un peu plus de 2 millions de têtes à plus de 4 millions dans les années 2000, puis les effectifs ont entamé une baisse continue. La décapitalisation s'est accélérée en 2022, le cheptel allaitant a perdu presque 500 000 têtes en 6 ans.
Ce mouvement est inverse à celui de l'effectif des vaches laitières, passé de 6,5 millions en 1985 à 3,3 millions aujourd'hui. Si les quotas laitiers mis en place en 1984 ont figé la production, les producteurs de lait ont connu une hausse spectaculaire de la productivité des vaches laitières, ce qui a permis de concilier baisse des effectifs, et le maintien de la production de lait.
|                    | 1995       | 2000       | 2010       | 2018       | 2019       | 2020       | 2021       | 2022       |
| ------------------ | ---------- | ---------- | ---------- | ---------- | ---------- | ---------- | ---------- | ---------- |
| Vaches laitières   | 4 760 000  | 4 424 000  | 3 832 000  | 3 747 000  | 3 712 000  | 3 654 000  | 3 569 000  | 3 504 000  |
| Vaches allaitantes | 3 983 000  | 4 071 000  | 4 081 000  | 3 977 000  | 3 916 000  | 3 826 000  | 3 771 000  | 3 668 000  |
| Total bovins       | 20 507 000 | 20 216 000 | 19 714 000 | 18 883 000 | 18 577 000 | 18 035 000 | 17 657 000 | 16 996 000 |

Selon la Fédération des éleveurs bovins, la France a perdu 837 000 vaches dont 494 000 vaches allaitantes entre 2016 et 2023. Le cheptel en France, qui reste le premier producteur européen de viande bovine, se contracte de -11 % en six ans en raison de départs à la retraite non remplacés, d'arrêts d'activité et d'aléas climatiques. Cette baisse du nombre de vaches élevées en France se traduit par un manque de viande de bœuf française et une hausse des importations. La consommation étant stable, les industriels importent de la viande, notamment depuis les Pays-Bas, l'Irlande et la Pologne,.
La tendance à la baisse du cheptel en France pourrait se poursuivre davantage à la suite de la parution d'un rapport de la Cour des comptes indiquant que sans cela, la France ne pourrait pas atteindre ses objectifs en termes de réduction des émissions de gaz à effet de serre, la filière étant responsable de près de 12% des émissions d’équivalents de CO2 en France.

### Production
La production laitière en 2005 était de 239 millions d'hectolitres. En 2022, elle est très similaire, avec 236 millions d'hectolitres.
À la différence des élevages intensifs américains ou sud-américains, l'élevage bovin français conserve une taille humaine. Cependant, des projets d'élevages intensifiés existent en France, le plus médiatisé étant la Ferme dite « des mille vaches » , dont la production de lait a été arrêtée en 2021. Cependant, si la demande d'exploitation avait été faite pour "1000" vaches au départ, d'où son surnom, l'autorisation n'a été donnée que pour 400 durant la première phase, et portée ensuite à 800 - décision confirmée en appel en 2018. 
L'arrêté du préfet de la Creuse prévoit la création d'une unité de méthanisation sur place, pour valoriser 7 776 tonnes de fumier par an. Pour certains éleveurs du centre de la France, la raison de la création de cette ferme a été au départ d'avoir une solution d'élevage française, autre que celle qui les contraignait auparavant, à envoyer leurs veaux engraisser en Italie dans des étables encore plus géantes.
En 2010, la production de gros bovins et de veaux représentait respectivement 5,2 et 1,4 milliard de chiffre d'affaires (hors subvention), soit un chiffre d'affaires global de 6,6 milliards d'euros, sur un total de 23 milliards d'euros de chiffre d'affaires concernant l'ensemble des produits animaux bruts et transformés.
La production de viande bovine représente environ 10% de la production hors subventions de la « ferme France», qui s'élevait à 65,7 milliards d'euros en 2010.
Les Français consomment 22,2 kg de viande bovine par an, ce qui constitue la plus importante consommation en Europe, après les Danois (26,1 kg), et loin devant la moyenne européenne, qui s'est établie en 2008 à 17,5 kg. Or, la tendance est, partout en Europe, à la baisse de la consommation de viande bovine. La commission européenne estimait en 2008 que cette baisse pourrait être de 0,6 kg par personne et par an entre 2008 et 2015.

## Système laitier

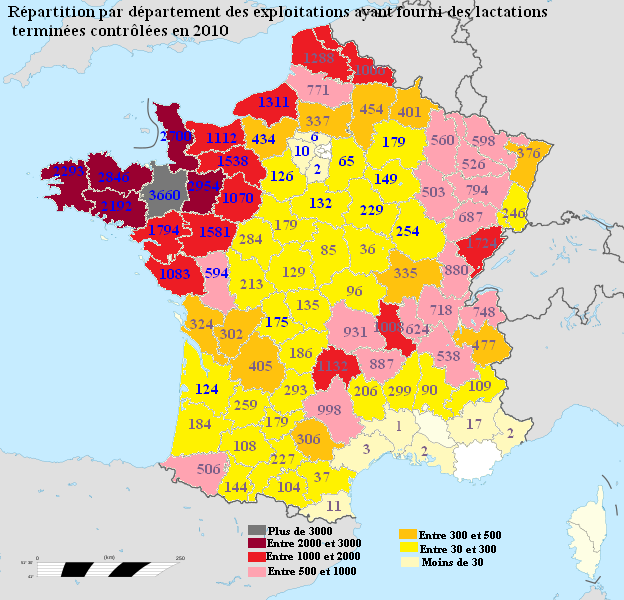
Exploitations laitières par département.

L'objectif est d'y produire du lait. Il peut être vendu à une coopérative laitière, un industriel, ou être transformé ou vendu directement dans l'exploitation. 
Il permet la production de:
- Lait cru et entier
- Lait stérilisé UHT et standardisé
- Lait en poudre
- Beurre
- Crème fraîche
- Fromage au lait cru ou de fromage pasteurisé
- Desserts lactés : yaourt, crèmes dessert...

En 1997, les exploitations orientées bovin lait représentaient 9 % des exploitations agricoles de l'UE.

### Les vaches

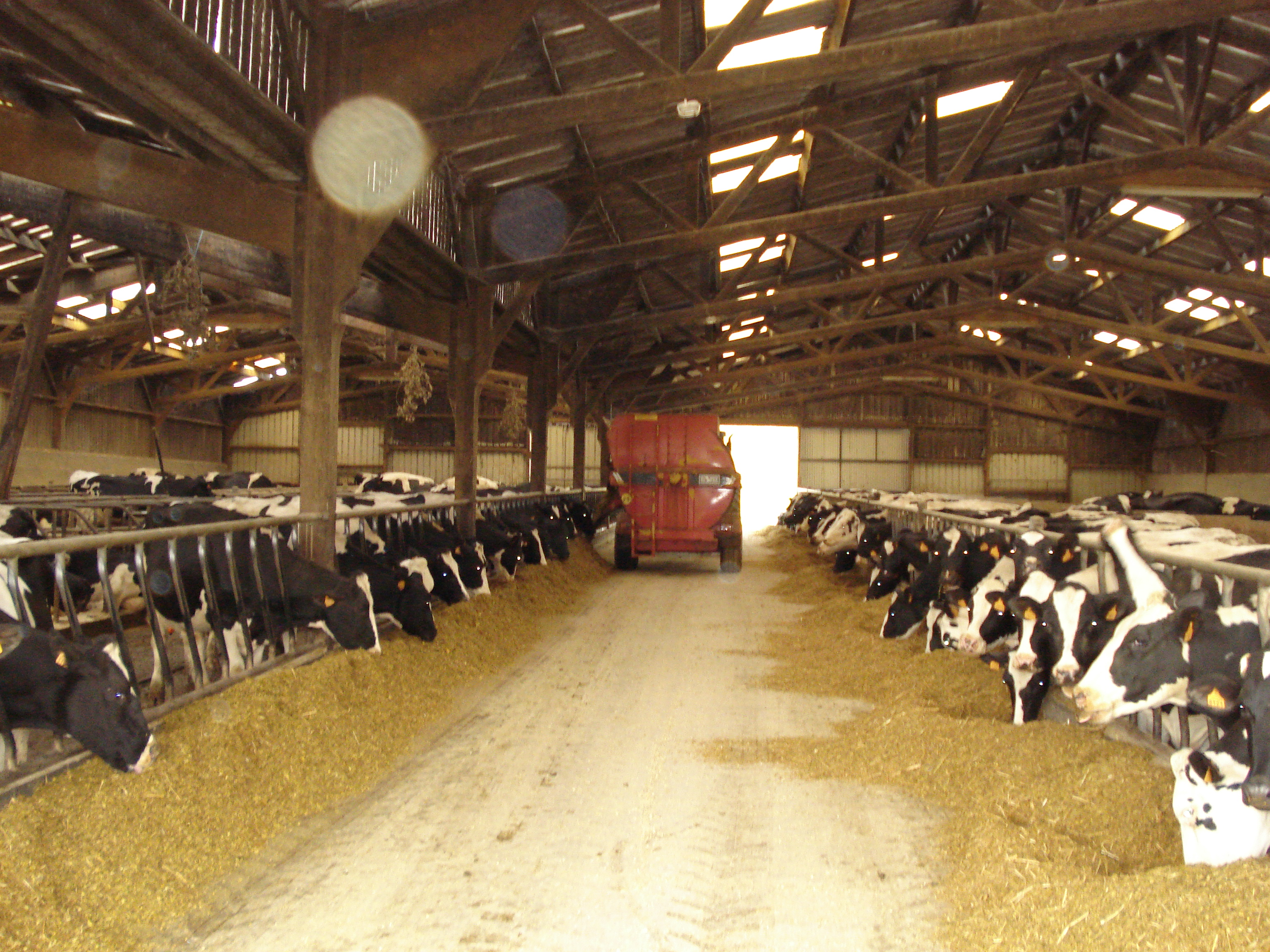
Affouragement d'un troupeau de prim'Holsteins en stabulation.

À l'origine, de nombreuses races ont été utilisées pour la production laitière. Au milieu du XIXe siècle, les races les plus représentées sont la bretonne pie noir avec 1,4 million d'animaux et la rouge flamande avec environ 1 million de bovins. Une des races bovines du littoral de la mer du Nord, la hollandaise devient la plus productive. Elle conquiert la première place au cours du XXe siècle sous le nom de française frisonne pie noire, race à tendance mixte. Dans les années 1960-1970, de la semence de taureaux hautement sélectionnés pour conférer de la productivité laitière à leurs filles est importée des États-Unis et du Canada. La race évolue vers une spécialisation laitière, au point qu'elle est rebaptisée et prend le nom de « prim'Holstein » en 1990. Elle bat des records de productivité, tout en étant adaptable, facile à manipuler et à élever intensivement. Elle est la race qui a accompagné le développement de l'industrie agroalimentaire laitière : yaourts, fromages frais pasteurisés, lait UHT standardisé, crèmes dessert...
En parallèle, le développement d'appellation d'origine contrôlée françaises devenues appellation d'origine protégée européenne conquiert le monde des fromages de tradition. Des races mieux adaptées à des conditions climatiques ou de critères de production du lait conservent leur territoire. La montbéliarde, race originaire du massif du Jura et la normande, gagnent de nombreuses régions, grâce à leurs qualités d'élevage et de production et de continuer à progresser. À côté d'elle, des races régionales associées le plus souvent à des fromages, se maintiennent ou progressent plus lentement : normande, abondance, tarine ou simmental française.
| Race                  | Photo | Population | Production moyenne en kg | Rapport Taux protéique/matière grasse , | Pourcentage de troupeaux à faible taux de problèmes mammaires | Races obligatoires dans les décrets de fromages AOP                                                                         |
| --------------------- | ----- | ---------- | ------------------------ | --------------------------------------- | ------------------------------------------------------------- | --- |
| Prim'Holstein         |       | 2 500 000  | 9 329                    | 1,24                                    | 42 %                                                          | NC |
| Normande              |       | 2 000 000  | 6 540                    | 1,23                                    | 37,8 %                                                        | Camembert de Normandie |
| Montbéliarde          |       | 670 000    | 8133                     | 1,19                                    | 47,7 %                                                        | Abondance, Comté, Bleu de Gex, Bleu du Vercors-Sassenage, Époisses, Langres, Mont d'Or, Morbier, Reblochon, Tome des Bauges |
| Abondance             |       | 49 000     | 5 240                    | 1,12                                    | 59,9 %                                                        | Bleu du Vercors-Sassenage, Reblochon, Tome des Bauges                                                                       |
| Brune                 |       | 31 000     | 7 400                    | 1,22                                    | 37,4 %                                                        | Époisses, Langres |
| Jersiaise             |       | 3 500      | 4 500                    | 1,45                                    | NC                                                            | |
| Pie rouge des plaines |       | 40 000     | 6 970                    | 1,20                                    | NC                                                            | |
| Simmental française   |       | 35 000     | 6 000                    | 1,20                                    | 63 %                                                          | Bleu de Gex, Comté, Époisses, Langres, Laguiole, Mont d'Or, Morbier, Reblochon                                              |
| Tarentaise            |       | 13 000     | 5 050                    | 1,12                                    | NC                                                            | Abondance, Beaufort, Reblochon, Tome des Bauges                                                                             |
| Vosgienne             |       | 4 950      | 4 150                    | 1,19                                    | 40 %                                                          | |

Quelques races à effectif réduit sont considérées comme laitières, dès lors qu'une partie du cheptel est encore trait. Il s'agit des races bleue du nord, bordelaise, Bretonne pie noir, froment du Léon, rouge flamande et villard-de-Lans.

### Salle de traite

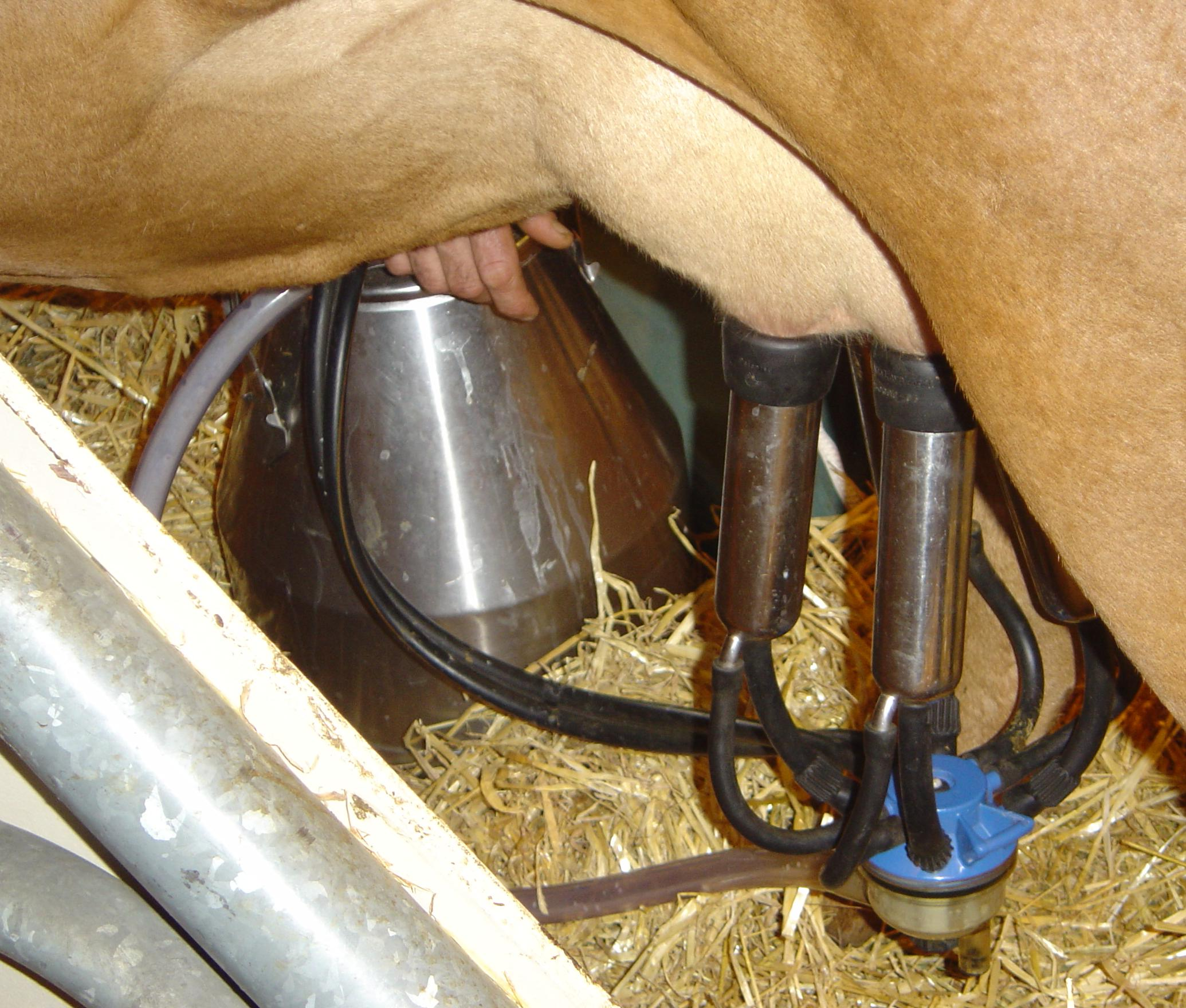
Traite mécanique, salon de l'agriculture 2003 à Paris.

La salle de traite est l'endroit où les vaches sont traites. Il en existe plusieurs sortes (disposition des vaches différentes, mode de fonctionnement différent…). La vache doit être traite tous les jours de sa lactation afin de continuer sa lactation, c'est une des principales contraintes de l'activité d'éleveur laitier. Il existe d'autres solutions en phase d'essai. Les vaches sont traites dans la majorité des cas deux fois par jour, mais dans certains systèmes elles ne le sont qu'une fois, dans certains cas il n'y a pas de traite un jour par semaine. Dans certains cas, elles ne sont traites qu'une partie de l’année : elles vêlent l'hiver et allaitent leur veau. À son sevrage, elles transhument en altitude où la traite commence. Seul le meilleur lait, celui des pâturages d'altitude est utilisé, permettant d'élaborer un fromage de qualité.

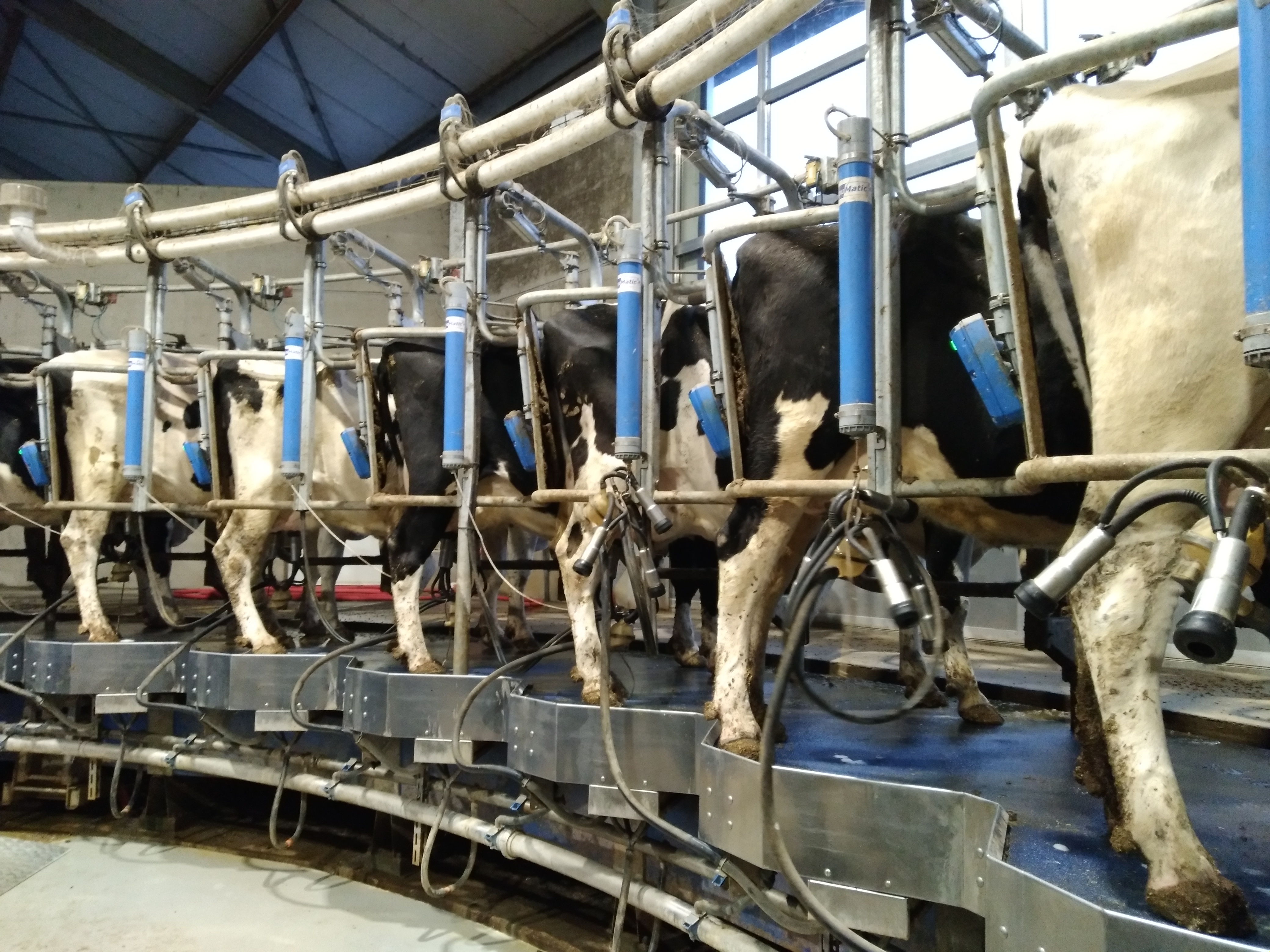
Robot de traite en Wallonie

Les salles de traites peuvent aussi être remplacées par un robot de traite. 
Le lait peut être ensuite mis à vieillir ou stocké dans un réservoir réfrigéré en attendant d'être collecté par la laiterie ou transformé sur place.

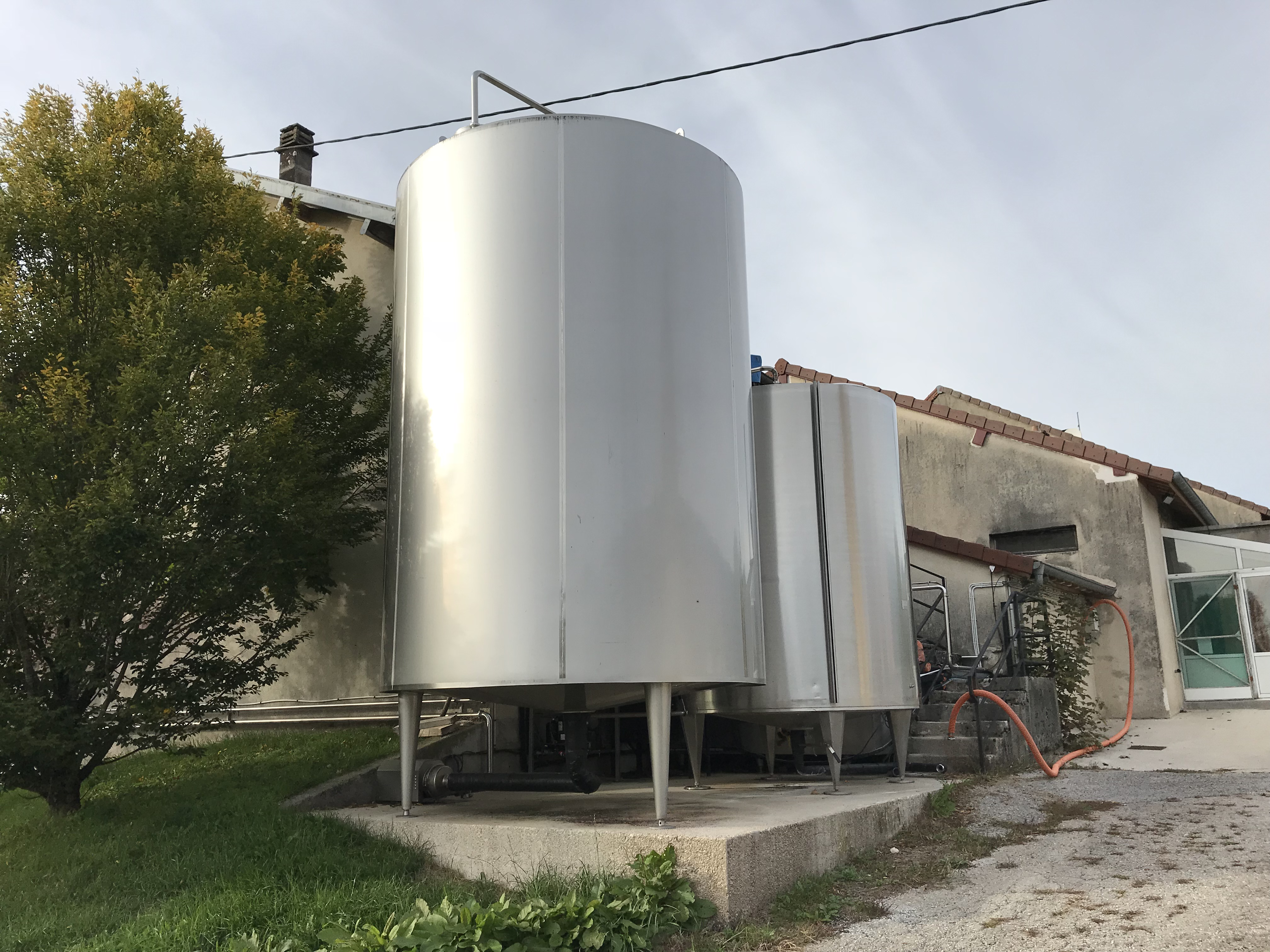
Tank à lait dans une ferme (Jura, France)

### Cultures associées
La vache laitière a besoin d'énergie pour produire son lait et de fibre de cellulose pour le transit et la rumination. Pour alimenter correctement son troupeau, l'éleveur cultive donc souvent en parallèle du maïs ensilage (très énergétique), de la luzerne, des prairies temporaires…

## Système boucher
La production nationale de viande bovine est duale : elle résulte, d'une part, de l'abattage des bovins issus du cheptel allaitant, spécifiquement destinés à la production de viande et, d'autre part, du côté de la filière laitière à la fois de l'abattage des veaux mâles et une partie des veaux femelles (issus du vêlage annuel des laitières, nécessaire pour déclencher la lactation) ainsi que de l'abattage des vaches laitières qui ont terminé leur carrière en production laitière et sont mises à la réforme.
Une vache allaitante française sur trois se situe dans le Massif central. Le cheptel allaitant s’est aussi beaucoup développé dans les Pays de la Loire.
Il existe plusieurs types d'éleveurs de vaches allaitantes : 
- les naisseurs spécialisés ont fait le choix d'un cycle court de production. Ils vendent leurs broutards dans un délai d'un an après leur naissance, non pas à des abattoirs, mais à d'autres éleveurs, qui en assureront l'engraissement. Une part importante de la production française de ces broutards est exportée.

- Les engraisseurs spécialisés, à l'inverse, achètent les animaux et en assurent la finition, avant de les vendre aux abattoirs.

- Les naisseurs-engraisseurs enfin, sont plus polyvalents.

Les veaux élevés « sous la mère » (dénommés ainsi parce qu’ils tètent le lait de leur mère jusqu’au sevrage) donnent de la viande de veau de boucherie (10 %). Les autres veaux (60 %) sont élevés plus longtemps pour donner de la viande issue de jeunes bovins ou de taurillons engraissés jusqu’à l’âge de 18 mois environ ou bien issue de bœufs et génisses engraissés jusqu’à l’âge de trois ans en moyenne. Parmi les jeunes femelles et mâles, certains sont sélectionnés pour le renouvellement du troupeau (30 %).
Les abattages de bovins français ne couvrent pas la totalité des besoins de consommation et la France importe chaque année un peu plus de 300 000 tonnes de viande bovine, soit plus de 20% des besoins domestiques, car les éleveurs français produisent beaucoup de jeunes bovins (un tiers des abattages et un quart du tonnage), alors que la demande est plus forte pour de la viande issue de vaches.
Le groupe Bigard est le protagoniste de l'abattage en France. Avec une vingtaine d'abattoirs et 17 000 salariés, il traite environ 43 % des volumes abattus, soit entre 27 000 et 31 000 animaux par semaine.

## Réglementation

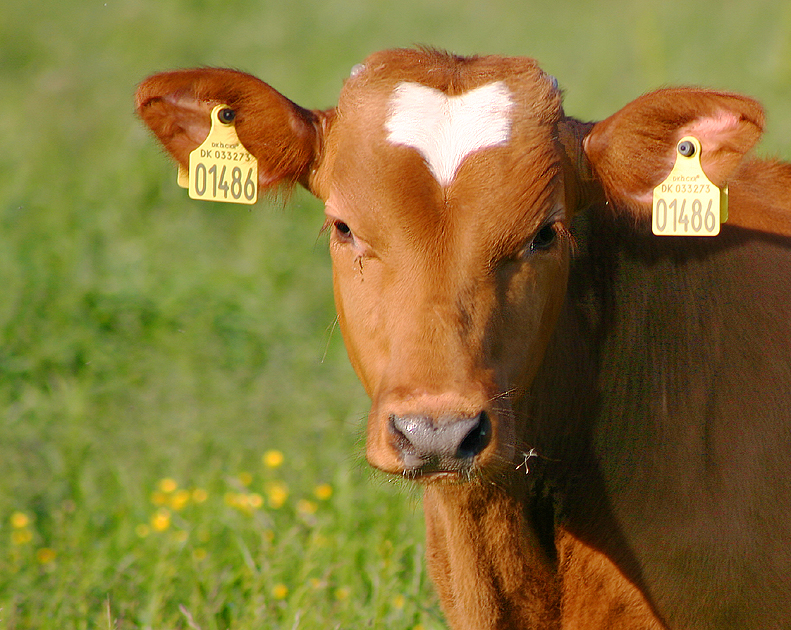
Marque d'oreilles.

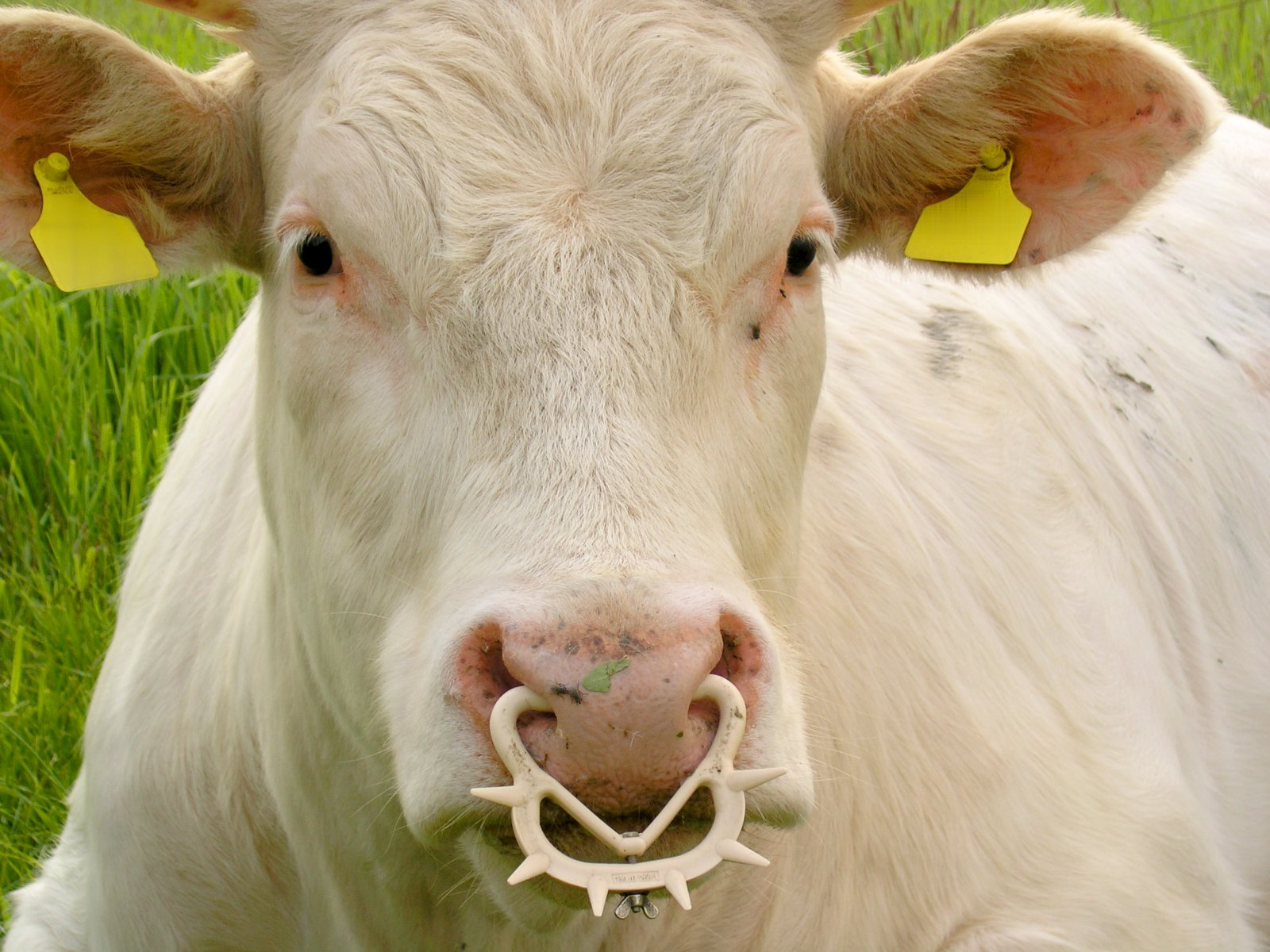
La région nasale du taureau étant relativement sensible, l’éleveur pourra contrôler ses mouvements en remuant légèrement l'anneau nasal. Ici un anneau anti-tétage.

### Animale
L'enregistrement des élevages et de tous les animaux est obligatoire. La naissance d'un veau vivant est soumise à déclaration, comme la vente ou la mort d'un animal. Aucun bovin ne peut circuler sur les routes sans ses documents d'accompagnement.
L'enregistrement d'un animal est attesté par les boucles sur chaque oreille portant ses numéros d'immatriculation.

### Installation classée pour la protection de l'environnement
Selon la législation française, les élevages de bovins sont des installations classées pour la protection de l'environnement (ICPE). En effet, ce type d'installation est concerné par la rubrique no 2101 de la nomenclature des installations classées (« élevage, transit, vente etc. de bovins »), qui est divisée en quatre sous-catégories :
- Rubrique no 2101-1 (« élevage de veaux de boucherie et/ou bovins à l'engraissement ; transit et vente de bovins lorsque leur présence simultanée est supérieure à 24 heures, à l'exclusion des rassemblements occasionnels ») :
  - Les installations ayant plus de 800 animaux sont soumises à autorisation préfectorale.
  - Les installations ayant entre 401 et 800 animaux sont soumises à enregistrement.
  - Les installations ayant entre 50 et 400 animaux doivent être déclarées.
- Rubrique no 2101-2 (« élevage de vaches laitières (c'est-à-dire dont le lait est, au moins en partie, destiné à la consommation humaine) ») :
  - Les installations ayant plus de 400 vaches sont soumises à autorisation préfectorale.
  - Les installations ayant entre 151 et 400 vaches sont soumises à enregistrement.
  - Les installations ayant entre 50 et 150 vaches doivent être déclarées.
- Rubrique no 2101-3 (« élevage de vaches allaitantes (c'est-à-dire dont le lait est exclusivement destiné à l'alimentation des veaux) ») : les installations ayant plus de 100 vaches doivent être déclarées.
- Rubrique no 2101-4 (« Transit et vente de bovins, y compris les marchés et centres d'allotement, lorsque la présence des animaux est inférieure ou égale à 24 heures, à l'exclusion des rassemblements occasionnels ») : les installations ayant une capacité supérieure ou égale à 50 places doivent être déclarées.

Les autorisations préfectorales ou les enregistrements sont délivrées sous la forme d'arrêtés préfectoraux afin d'imposer aux exploitants le respect d'un certain nombre de prescriptions techniques afin de limiter leur impacts environnementaux, notamment celles fixées par arrêtés ministériels datés du 27 décembre 2013,.
Afin de limiter leur impacts environnementaux, les exploitants des installations soumises à déclaration doivent quant à eux respecter les prescriptions techniques d'un autre arrêté ministériel daté également du 27 décembre 2013 ou les prescriptions techniques d'un arrêté ministériel daté du 22 janvier 2007.
L'instruction des demandes d'autorisation et d'enregistrement ainsi que le contrôle du respect des prescriptions techniques par les exploitants sont réalisés par l'inspection des installations classées.

## Épizooties
En 2025, le cheptel bovin français est exposé aux FCO-3, FCO-8 et MHE.